# Hardwaldturm
Der Hardwaldturm ist ein Holzturm in der Gemeinde Dietlikon des Schweizer Kantons Zürich.

## Entstehung
Für den Hardwaldturm wurden ausschliesslich Hölzer aus dem Hardwald verwendet. Unter dem Turm liegen Fundamente mit insgesamt 16 Mikropfählen von je 20 Meter Länge. Im Juli 2022 fand die Eröffnungsfeier statt. Das Bauwerk wurde im folgenden Jahr mit dem Best Architects 24 Preis ausgezeichnet.

## Situation
209 Holzstufen führen zur Aussichtsplattform in 40 Metern Höhe. Diese bietet Aussicht auf die Glarner Alpen, den Hardwald, den Greifensee sowie die umliegenden Gemeinden Zürich, Opfikon, Rümlang, Regensberg, Kloten, Bassersdorf, Dietlikon, Wallisellen und Dübendorf.

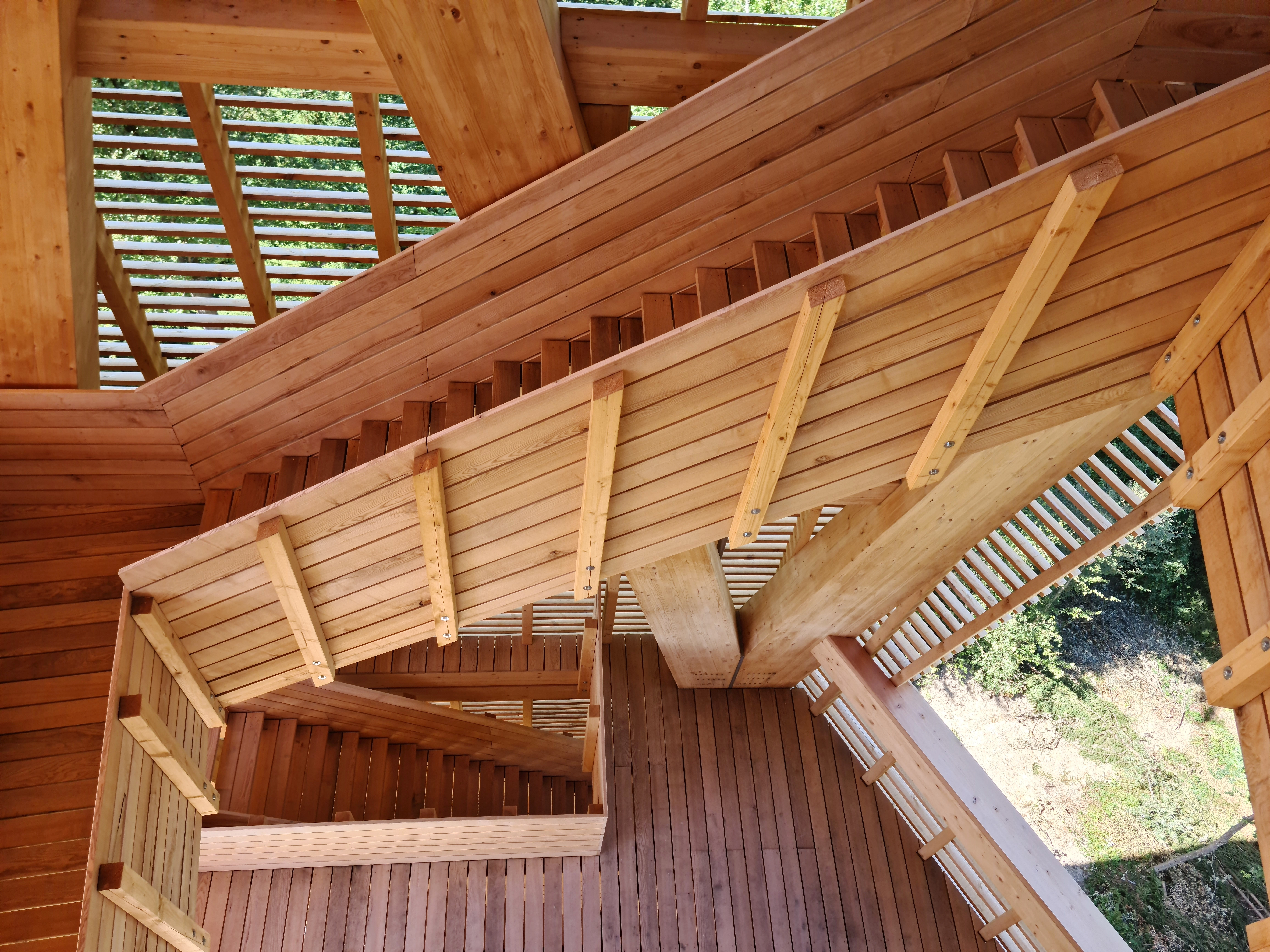
Treppe
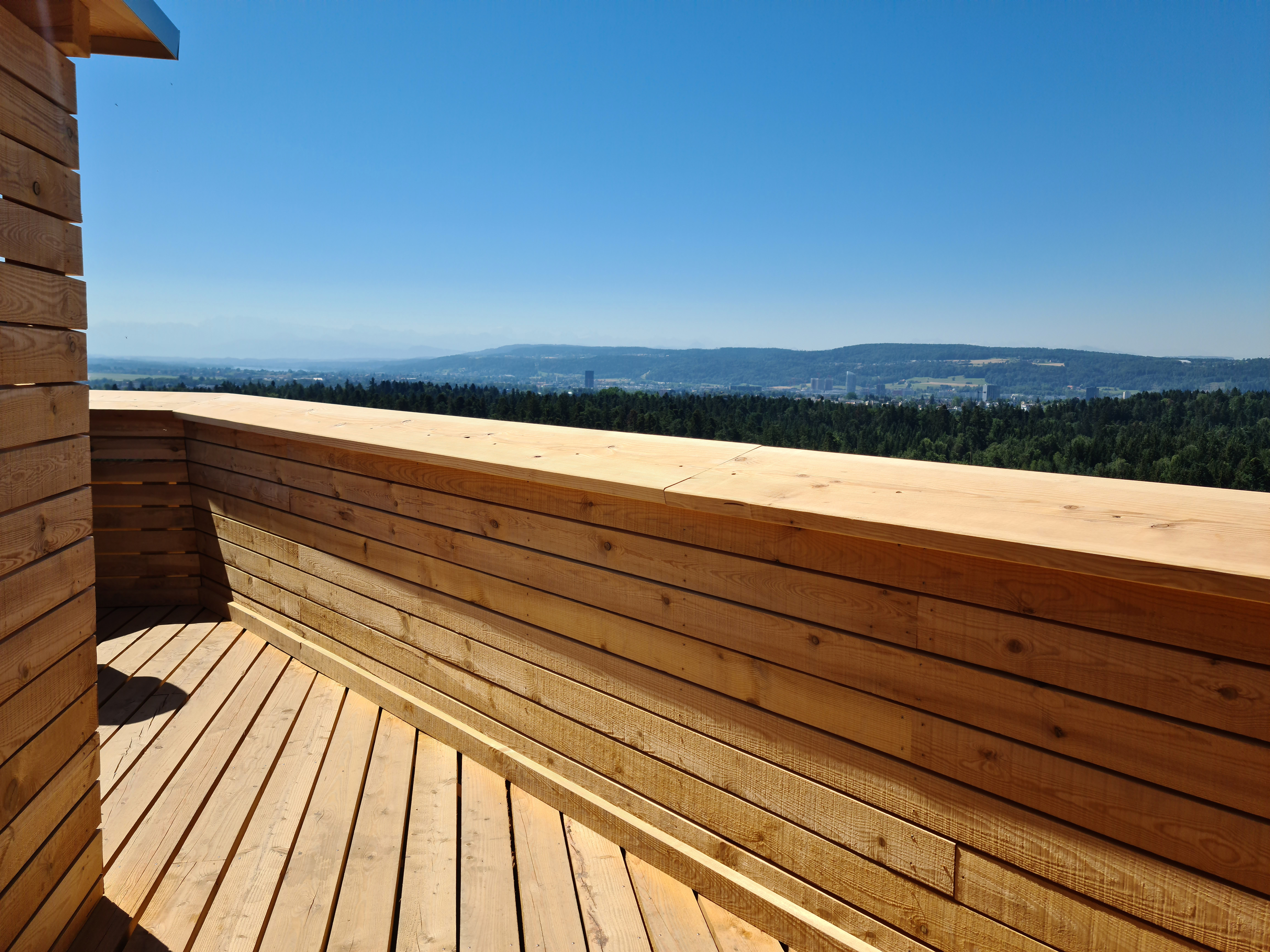
Aussichtsplattform